# Ruś (Litwa)
Ruś (lit. Rusnė, niem. Ruß) – miasteczko na Litwie, położone w okręgu kłajpedzkim, w rejonie szyłokarczemskim w ramionach Niemna i Rusy. Liczy 1630 mieszkańców (2016). 

## Historia
Dawniej miasteczko targowe należące do Prus, a w latach 1920-1923 do Kraju Kłajpedzkiego. W 1923 przyłączone do Litwy wraz z Krajem Kłajpedzkim. Utracone na rzecz III Rzeszy w 1939. Od 1945 w składzie Litewskiej SRR, a następnie Litwy.